# قرار مجلس الأمن التابع للأمم المتحدة رقم 74
اعتمد قرار مجلس الأمن التابع للأمم المتحدة رقم 74 في 16 سبتمبر 1949، بعد أن تلقى ودرس رسالة من رئيس لجنة الطاقة الذرية يحيل بها قرارين، وجه المجلس الأمين العام بإحالة هذه الرسالة والقرارات المرفقة، إلى جانب محاضر مناقشة هذا السؤال في اللجنة الاقتصادية لأفريقيا إلى الجمعية العامة والدول الأعضاء في الأمم المتحدة.
تم تمرير القرار بتسعة أصوات لصالحه، مع امتناع أوكرانيا والاتحاد السوفياتي.